# Слизке
Слизке (слч. Slizké) насељено је мјесто са административним статусом сеоске општине (слч. obec) у округу Римавска Собота, у Банскобистричком крају, Словачка Република.

## Становништво
| Година:    | 1994. | 2004.   | 2014.    | 2024.    |
| ---------- | ----- | ------- | -------- | -------- |
| Број људи: | 134   | 138     | 214      | 265      |
| Разлика:   |       | +2,98 % | +55,07 % | +23,83 % |

| Година:    | 2023. | 2024.   |
| ---------- | ----- | ------- |
| Број људи: | 255   | 265     |
| Разлика:   |       | +3,92 % |

Према подацима о броју становника из 2011. године насеље је имало 212 становника.